# Halecium fjordlandicum
Halecium fjordlandicum är en nässeldjursart som beskrevs av Galea 2007. Halecium fjordlandicum ingår i släktet Halecium och familjen Haleciidae. Inga underarter finns listade i Catalogue of Life.